# Black Tide

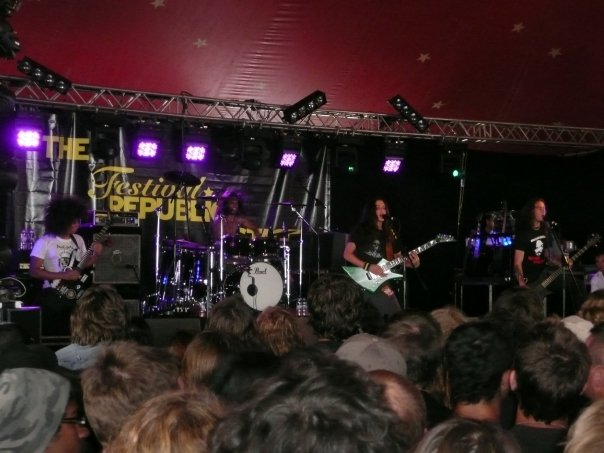
Black Tide bij het Reading Festival.

Black Tide is een Amerikaanse heavymetalband uit Miami, Florida. Black Tide startte in 2004 en staat onder contract bij Interscope Records. De huidige leden zijn Gabriël Garcia (zang, sologitaar), Austin Diaz (melodische gitaar), Zachary Sandler (basgitaar) en Steven Spence (drums). Ze brachten hun debuutalbum, Light From Above, uit in 2008 bij Interscope Records. Op 23 augustus 2011 zal hun tweede album, genaamd Post Mortem, uitgebracht worden.